# Палмер, Аманда
Ама́нда МакКи́ннон Ге́йман Па́лмер (англ. Amanda McKinnon Gaiman Palmer; род. 30 апреля 1976 года) — американская певица, исполнительница и автор песен, впервые получившая известность, выступая дуэтом с Брайаном Вильоне в группе «The Dresden Dolls». Успешная сольная карьера певицы связана с группой Amanda Palmer and the Grand Theft Orchestra. В 2007 году Аманда и Джейсон Уэбли сформировали дуэт «Evelyn Evelyn».

## Биография
Аманда Палмер родилась 30 апреля 1976 года в Нью-Йорке. Росла в Лексингтоне в округе Мидлсекс штата Массачусетс. В 1994 году окончила Лексингтонскую среднюю школу и поступила в Уэслианский университет, где состояла в братстве «Eclectic Society».
Ещё в школе Палмер посещала драматический кружок. В университете Аманда продолжает занятия театром — в частности, ставит несколько своих спектаклей. Позднее она собирает труппу «Shadowbox Collective», которая специализируется на уличных представлениях и театральных шоу. Одной из удачных работ коллектива стала поставленная в 2002 году пьеса «Hotel Blanc» — драматическая история под музыку группы «The Legendary Pink Dots», в которой Палмер выступила в роли режиссёра.
В 2000 году, на Хэллоуин, Аманда знакомится с барабанщиком Брайаном Вильоне, с которым создаёт дуэт «The Dresden Dolls».
Со 2 января 2011 года Аманда замужем за писателем-фантастом Нилом Гейманом. 18 марта 2015 года стало известно, что пара ожидает появления своего первенца в сентябре.
16 сентября 2015 года, в 8:37 утра Аманда и Нил стали родителями, о чём сообщили 21 сентября 2015 года посредством своих аккаунтов в твиттере и на сайте Нила Геймана. У них родился сын Энтони.

## Дискография

### Сольные альбомы

#### Демо
- 1996 — Songs from 1989—1995…
- 1997 — Summer 1998 Five Song Demo

#### Студийные альбомы
- 2008 — Who Killed Amanda Palmer[4]
- 2011 — Amanda Palmer Goes Down Under[5]
- 2012 — Theatre Is Evil
- 2016 — Piano is Evil (композиции с альбома Theatre Is Evil в собственноручной аранжировке на пианино)
- 2019 — There Will Be No Intermission

#### EP
- 2010 — Amanda Palmer Performs the Popular Hits of Radiohead on Her Magical Ukulele[6][7][8]

#### Синглы
- 2010 — Do You Swear to Tell the Truth the Whole Truth and Nothing but the Truth So Help Your Black Ass
- 2010 — Idioteque
- 2010 — Map of Tasmania[9]

#### DVD
- 2009 — Who Killed Amanda Palmer: A Collection of Music Videos

### В составеThe Dresden Dolls
- 2002 — The Dresden Dolls EP
- 2003 — A Is for Accident
- 2003 — The Dresden Dolls
- 2004 — The Dresden Dolls (переиздание)
- 2006 — Yes, Virginia…
- 2008 — No, Virginia…

### В составеEvelyn Evelyn
- 2007 — Elephant Elephant
- 2010 — Evelyn Evelyn

### Другое сотрудничество
- «Trudy» (с Ad Frank and the Fast Easy Women в In Girl Trouble) (2003)
- «Circus Freak Love Triangle» (с Hierosonic для Pornos and Razorblades) (2005)
- «Warsaw Is Khelm» (с Golem в Fresh Off Boat) (2006)
- «Life», «Eight Days of Hell» и «Witch’s Web» (вместе с ...And You Will Know Us by the Trail of Dead на So Divided) (2006)
- «The Lovers» (с Meredith Yayanos для Brainwaves) (2006)
- «Stuck with You» (с Voltaire в Ooky Spooky) (2007)
- «Everybody Hurts» (с Cormac Bride на Stereogum Drive XV Архивная копия от 2 января 2010 на Wayback Machine: A Tribute to Automatic For the People) (2007)
- «Ballad of a Teenage Queen» (Dresden Dolls совместно с Franz Nicolay на All Aboard: A Tribute to Johnny Cash (2008)[10]
- «Black Versus White» (с Apoptygma Berzerk на Rocket Science) (2009)
- Murder By Death/Amanda Palmer Split 7" (2009)
- «Living in Misery» (с Kill Hannah на Wake Up the Sleepers) (2009)
- «New England» (Jonathan Richman cover, Dresden Dolls с Franz Nicolay на St. Sebastian of the Short Stage EP) (2009)[10]
- «János vs Wonderland» (с Tristan Allen на Tristan Allen EP) (2010)
- «The Little Prince» (с Lance Horne на First Things Last) (2011)
- Nighty Night (с Damian Kulash от OK Go, Neil Gaiman и Ben Folds как 8in8) (2011)[11][12]
- «Such Great Heights» (с Kim Boekbinder на сингл Such Great Heights) (2011)[13][14][15]
- «An Evening With Neil Gaiman & Amanda Palmer» (совместно с Нилом Гейманом) (2012)
- «Strung Out In Heaven: A Bowie String Quartet Tribute» by Jherek Bischoff and Amanda Palmer (2016)